# Otakar III. Štýrský
Otakar III. Štýrský (1125 – 31. prosince 1164, Pécs) byl v letech 1129 až 1164 štýrský markrabě z rodu hrabat z Trangau.

## Život

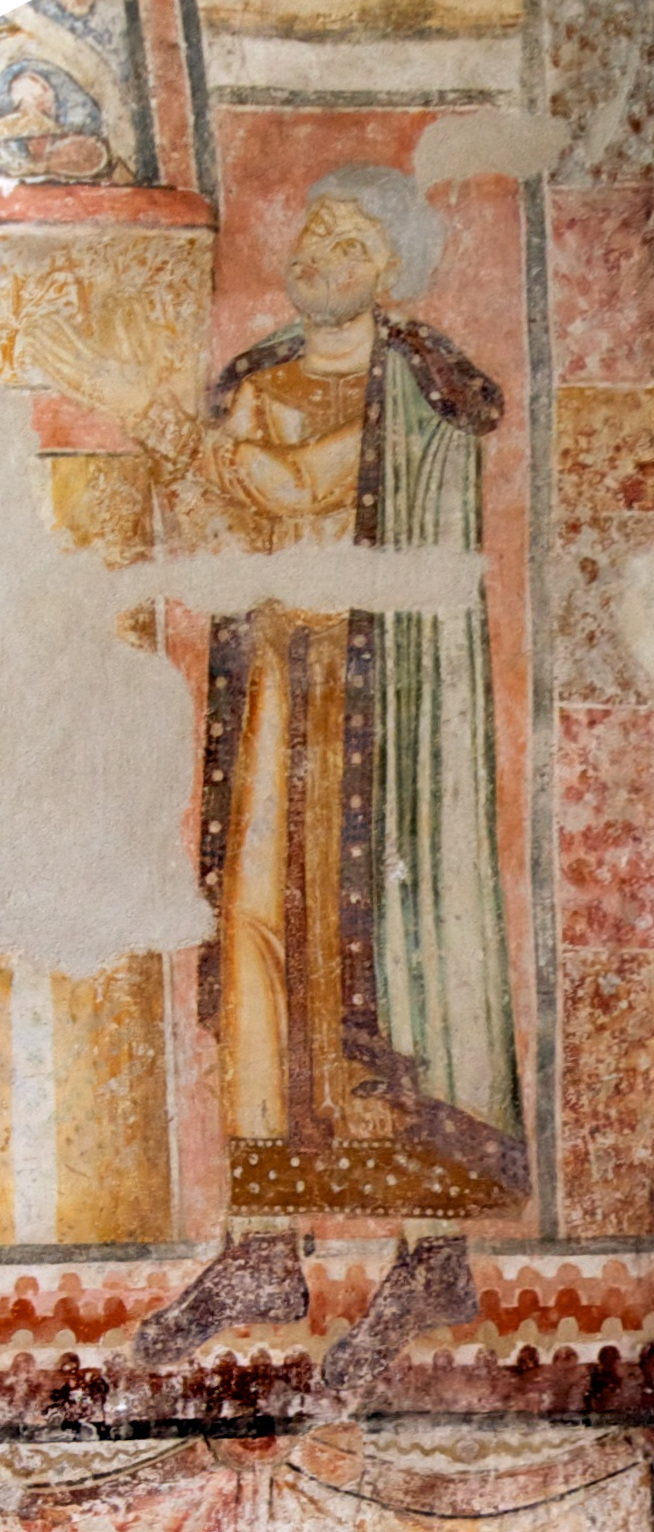
Otakar jako donátor (kaple sv. Jana v Pürggu)

Narodil se v roce 1125 jako syn štýrského markraběte Leopolda Silného a jeho manželky Žofie, dcery bavorského vévody Jindřicha IX. Černého. Po nečekané smrti svého otce se stal jeho následníkem ve věku čtyř let. Jeho poručníky byli strýc hrabě Bernard z Trixenu a matka Žofie, sestra matky Fridricha Barbarossy. Když někdy v letech 1139/1140 dosáhl zletilosti, převzal vládu nad Štýrskem od svých poručníků. Již dříve, v roce 1136, dědil po Ottovi z Cordenone, který byl posledním z rodu hrabat z Naumu ve Friaulsku.

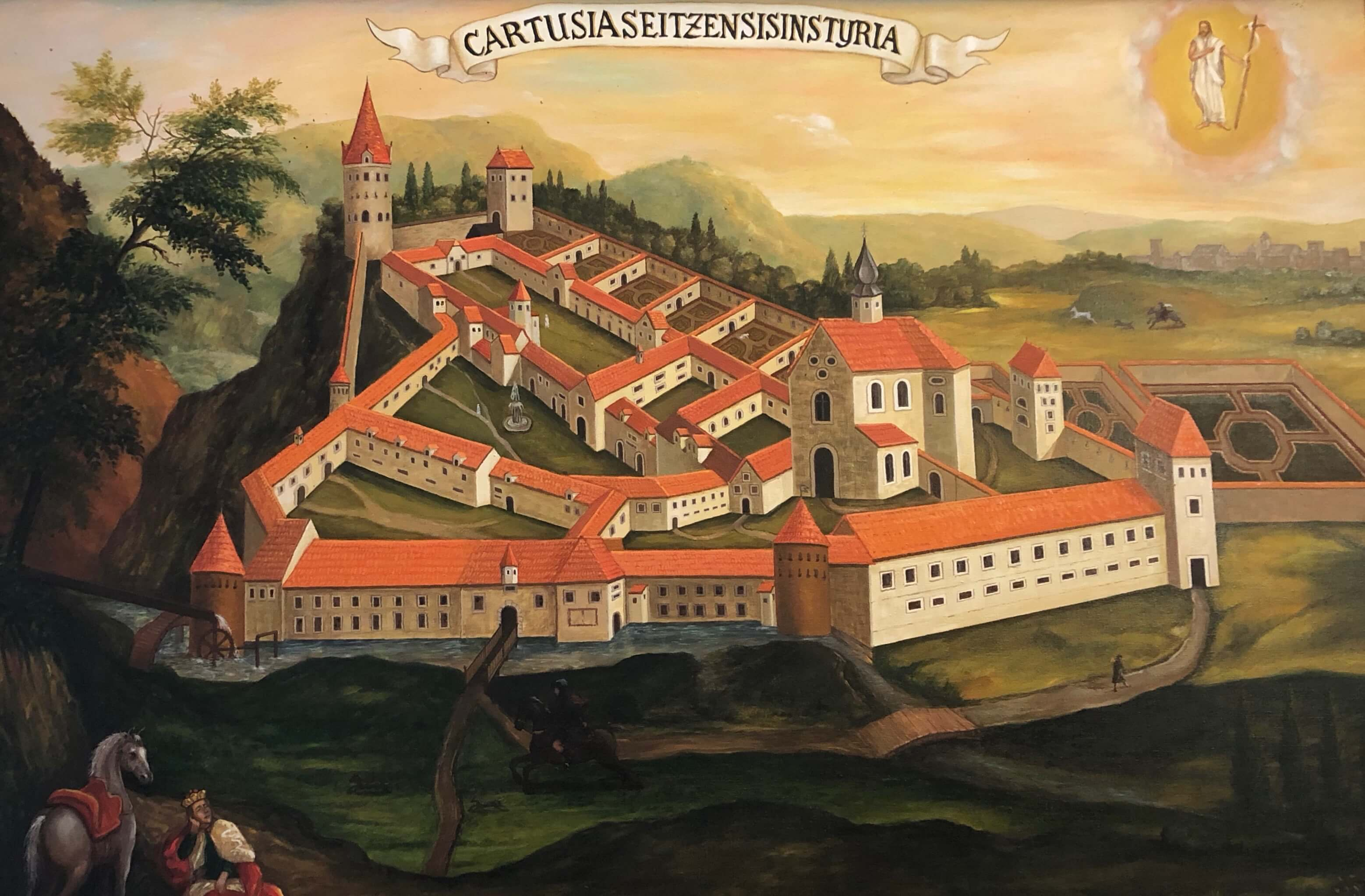
Kartouza v Žiči na obraze z roku 1730

Po roce 1143 se na welfské straně zapojil do bojů o bavorské vévodství proti Jindřichovi II. Jasomirgottovi. Během vlády se Otakarovi podařilo rozšířit rozsah svých práv, když získal např. horní regál pro Štýrsko a začal razit vlastní mince.
Podporoval a založil také mnohé kláštery. Ve slovinské Žiči (německy Seitz) založil klášter, do kterého pozval vůbec první komunitu kartuziánů na slovanském i německém území. V roce 1147 se spolu se svým strýcem Bernardem z Trixenu vydal na druhou křížovou výpravu. Bernard byl na výpravě 16. listopadu 1147 zabit Turky a Otakar se stal jeho dědicem. Rozšířil tak své panství o velkou část území Dolního Štýrska na území dnešního Slovinska s centrem v Mariboru. Když v roce 1158 padl v bojích u Milána bez potomků Otakarův bratranec hrabě Ekbert III. z Formbach-Pittenu, připojil ke Štýrsku i Pittensko.
Na konci roku 1164 se vypravil na pouť do Svaté země. Ještě na cestě nečekaně 31. prosince 1164 v uherské Pécsi zemřel Byl pohřben v kartuziánském klášteře Seiz a později byly jeho ostatky přeneseny do kláštera Rein. Jeho nástupcem se stal jeho teprve roční syn Otakar IV. z manželství s Kunhutou, dcerou markraběte Děpolta III. z Vohburgu, za jehož narození jako poděkování založil roku 1163 augustiniánský klášter Vorau.